# Oldfield Thomas
Michael Rogers Oldfield Thomas, FRS FZS (21 tháng 2 năm 1858 – 16 tháng 6 năm 1929) là một nhà động vật học người Anh.
Thomas làm việc tại Bảo tàng Lịch sử Tự nhiên về động vật có vú, mô tả khoảng 2.000 loài và phân loài mới lần đầu tiên. Ông đã được bổ nhiệm vào văn phòng của Thư ký Viện bảo tàng vào năm 1876, sau đó chuyển sang Bộ phận Động vật (Zoological Department) năm 1878. Năm 1891, Thomas kết hôn với Mary Kane, con gái của Ngài Andrew Clark, người thừa kế một gia tài nhỏ, điều đó đã cho ông đủ tài chính để thuê các nhà sưu tầm động vật có vú và trưng bày mẫu vật của họ ở bảo tàng. Ông cũng đã tự mình làm việc tại thực địa tại tây Âu và nam Mỹ. Vợ ông cũng có chung niềm ưa thích lịch sử tự nhiên với ông, và đã cùng ông đồng hành trong những chuyến đi sưu tầm. Vào năm 1896 khi William Henry Flower lên quản lý bộ phận, ông đã thuê Richard Lydekker để sắp xếp lại các cuộc triển lãm, cho phép Thomas tập trung vào những mẫu vật mới. Chính thức nghỉ hưu khỏi viện bảo tàng vào năm 1923, ông tiếp tục làm việc không ngừng nghỉ. Ông chết bởi một phát súng do ông tự bắt vào mình khi đang ngồi trên bàn làm việc của mình tại bảo tàng vào năm 1929 ở tuổi 71, khoảng một năm sau cái chết của vợ ông, "một đòn giáng nặng nề mà ông không bao giờ có thể hồi phục được".